# Delta de lave
Pour les articles homonymes, voir Delta (homonymie).

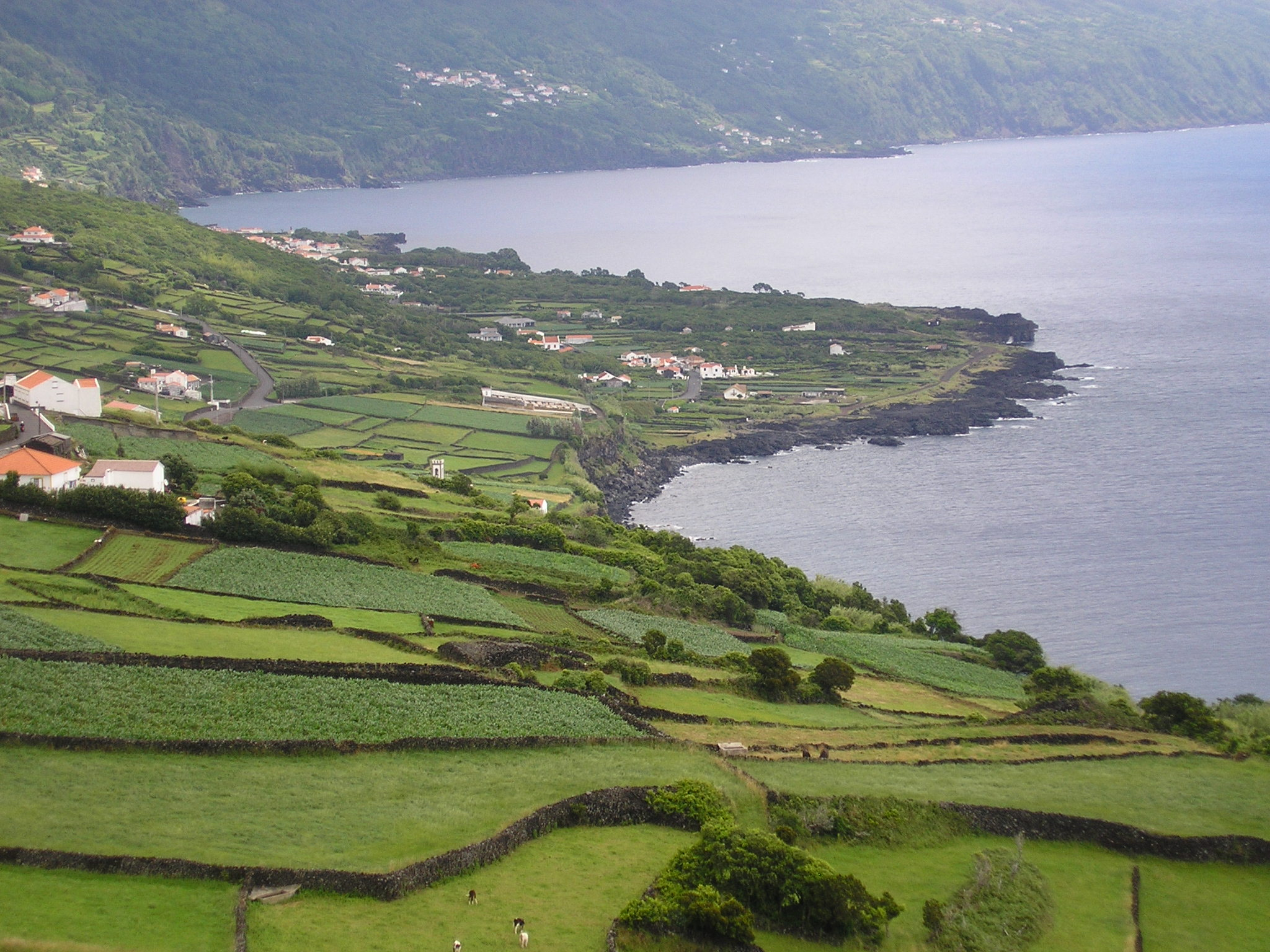
Le delta de lave de Ponta dos Biscoitos, à Santa Cruz das Ribeiras sur Pico aux Açores (Portugal).

Un delta de lave est une formation volcanique qui peut se former lorsqu'une coulée de lave pénètre dans une étendue d’eau. Le choc thermique provoqué entre la lave et l'eau provoque son refroidissement et sa fragmentation. Les fragments s'accumulent au fond de l’eau jusqu’à atteindre le niveau de la mer, permettant alors à la coulée de lave de continuer sa progression à l'air libre. Les deltas de lave sont généralement associés à un volcanisme effusif de type basaltique produisant de grandes coulées.

## Localisation

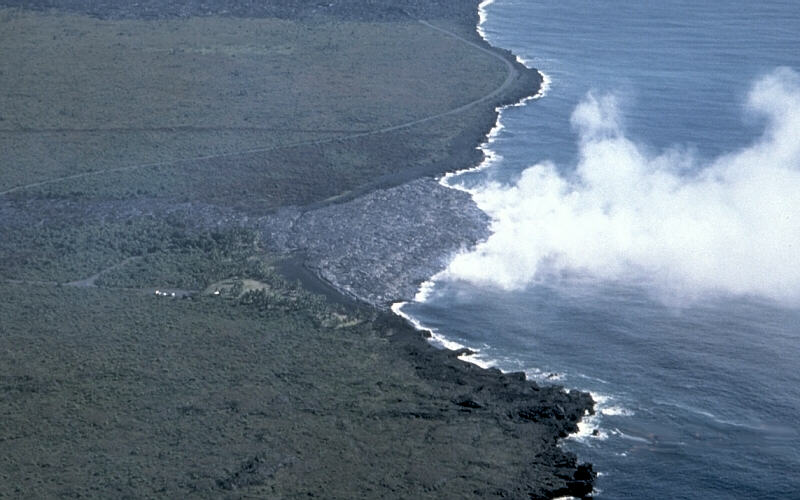
Vue aérienne de la formation du delta de lave de Kamoamoa, sur les flancs du Kīlauea à Hawaï (États-Unis).

Les deltas de lave se rencontrent sur des rivages situés non loin de volcans effusifs, notamment sur les îles formées par un point chaud qui produisent les grandes coulées de lave nécessaires à la formation des deltas. C'est le cas des îles Canaries, des Açores ou encore de Hawaï.
Les plus grands deltas de lave connus sont associés aux marges passives. Juste avant l'ouverture de l'océan Atlantique Nord à la fin du Paléocène, des éruptions massives se sont produites le long du rift. Ce volcanisme, qui constitue une partie de la province magmatique nord atlantique, a conduit à la formation de deux vastes escarpements de lave qui constituent d'anciens deltas. Ces escarpements s’étendent des îles Féroé jusqu’à la zone de faille de Møre (escarpement Féroé-Shetlands) ainsi que l’escarpement Vøring sur la marge Vøring, soit sur une distance totale d'environ mille kilomètres,. Comme ces deltas progressaient dans de l’eau de profondeur relativement constante, ils ont pu s'avancer jusqu’à 25 kilomètres de distance.

## Formation

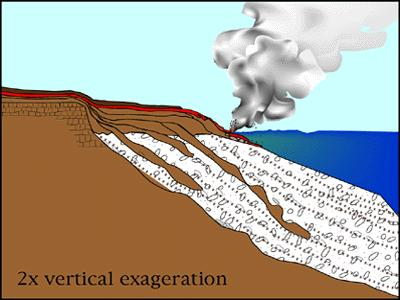
Schéma de la formation d’un delta de lave avec en brun la lave et en blanc les hyaloclastites.

Quand une coulée de lave atteint une étendue d’eau, le contact avec l’eau provoque à la fois un refroidissement rapide de la lave et des explosions de vapeur qui la fragmentent. Les fragments de verre volcanique qui sont formés, appelés hyaloclastites, s'accumulent sur le fond de l'étendue d'eau. Lorsque l'accumulation de ces fragments est suffisamment importante au point de les faire émerger, la coulée de lave peut continuer sa progression à l'air libre en reposant sur ces fragments, répétant ainsi le processus. La plupart des deltas de lave sont formés par des coulées de lave pāhoehoe de faible viscosité qui atteignent l'étendue d'eau par un système de tunnels de lave, leur entrée dans l’eau étant signalée par une série de panaches de vapeur.

## Risques
Les deltas de lave nouvellement formés peuvent être instables, surtout quand ils sont en formation sur des fonds marins à forte pente. L’effondrement de la partie frontale des deltas de lave est fréquent au cours de leur édification, ce qui représente un risque élevé d'être précipités dans l'eau ou d'être pris dans les explosions hydromagmatiques pour les spectateurs situés à proximité. De tels endroits sont normalement signalés comme dangereux. Généralement, les zones les plus exposées sont par conséquent interdites d'accès, notamment à Hawaï sur le bord de mer du Kīlauea.

## Intérêt

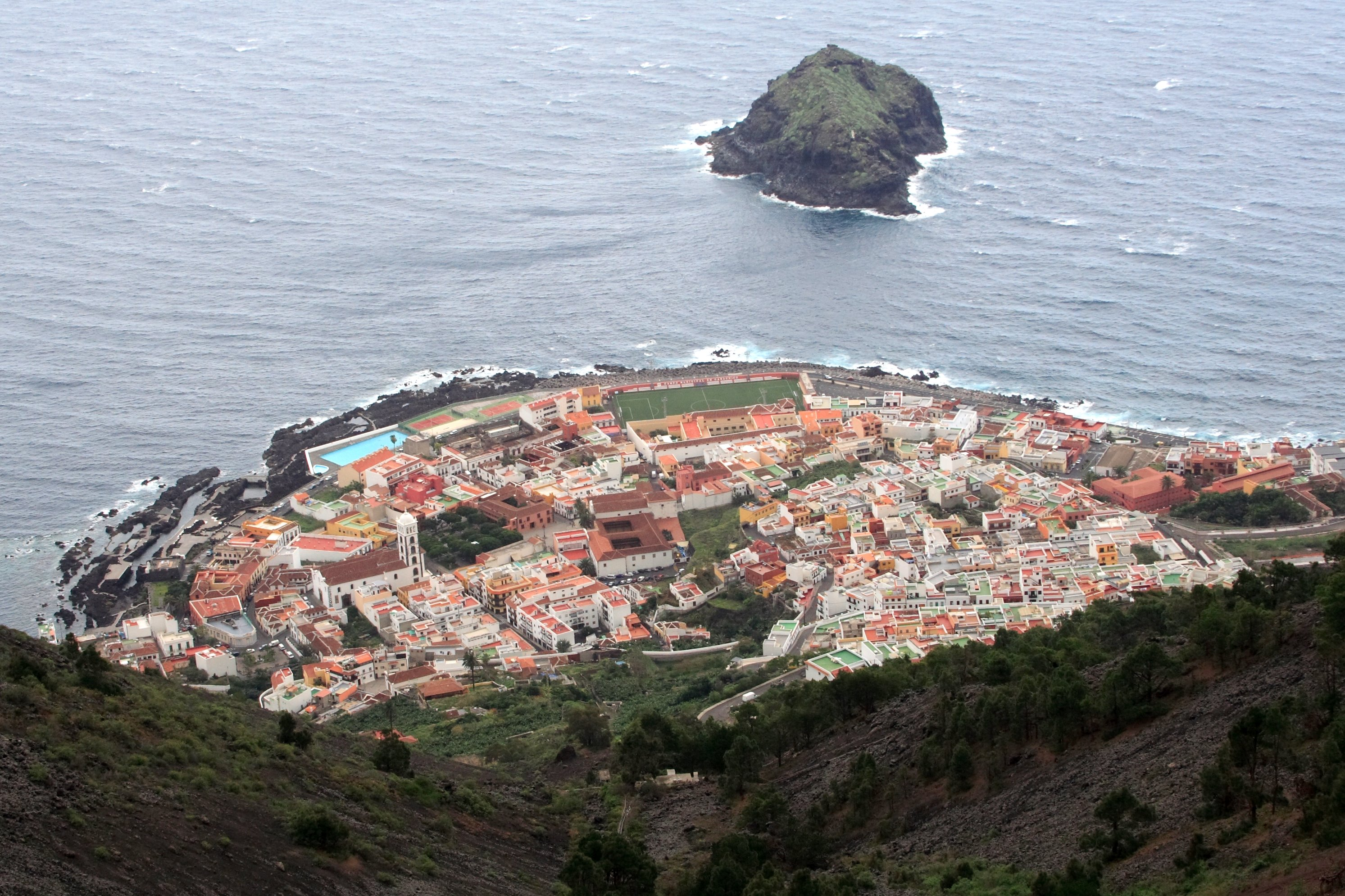
La ville de Garachico, sur Tenerife aux îles Canaries (Espagne), est construite sur un delta de lave formé durant l’éruption de 1706 du Teide.

Sur les îles volcaniques abruptes, les anciens deltas de lave à la pente plus faible constituent des sites attractifs pour la construction et de nombreux villages et villes sont situés dans d’anciens deltas de lave comme Garachico, sur Tenerife.